# فانيسا لنجيز
فانيسا لنجيز هي ممثلة كندية، ولدت في 21 يوليو 1985 بمونتريال في كندا.

## أعمال

### أفلام
- (2005) الرجل المثالي
- (2015) نحن أصدقاؤك
- (2016)  قصة من حرب النجوم[6]

### مسلسلات
- شبح هامس
- غلي
- كاسل

## وصلات خارجية
- فانيسا لنجيز على موقع IMDb (الإنجليزية)
- فانيسا لنجيز على موقع روتن توميتوز (الإنجليزية)
- فانيسا لنجيز على موقع قاعدة بيانات الأفلام العربية
- فانيسا لنجيز على موقع ألو سيني (الفرنسية)
- فانيسا لنجيز على موقع ميوزك برينز (الإنجليزية)
- فانيسا لنجيز على موقع تيرنر كلاسيك موفيز (الإنجليزية)
- فانيسا لنجيز على موقع أول موفي (الإنجليزية)
- فانيسا لنجيز على موقع إن إن دي بي (الإنجليزية)
- فانيسا لنجيز على موقع أول ميوزيك (الإنجليزية)
- فانيسا لنجيز على موقع ديسكوغز (الإنجليزية)